# Sydney Chandler
Pour les articles homonymes, voir Chandler.
Sydney Chandler, née le 13 février 1996, est une actrice américaine. Elle est notamment connue pour ses rôles dans le film Don't Worry Darling et la série télévisée Pistol.

## Biographie
Née le 13 février 1996, elle est la fille de l'acteur Kyle Chandler et de Kathryn Macquarrie. Elle a une sœur cadette nommée Sawyer. Elle grandit à l'extérieur de la ville d'Austin, dans l'état du Texas.

## Carrière
En 2022, elle interprète la chanteuse américaine Chrissie Hynde du groupe The Pretenders dans la série télévisée Pistol, diffusée sur FX sur Hulu. Elle y apprend à chanter et à jouer de la guitare pour le rôle. La même année, elle tient un rôle dans le thriller Don't Worry Darling d'Olivia Wilde.
En mai 2023, elle est annoncée dans le rôle principal de la série télévisée Alien: Earth, basée sur la franchise Alien pour FX.

## Filmographie

### Cinéma

#### Longs métrages
- 2016 : The Golden Rut de Josh Ashy Holden et Nick Holden : Jade
- 2022 : Don't Worry Darling d'Olivia Wilde : Violet

#### Courts métrages
- 2019 : Jellyfish d'Alonso J. Lujan : la femme
- 2022 : Chemistry d'Isaac Garza : Sandy

### Télévision
- 2019 : Skam Austin : Eve (3 épisodes)
- 2022 : Pistol : Chrissie Hynde (6 épisodes)
- 2024 : Sugar : Olivia Siegel
- 2025 : Alien: Earth : Wendy